# 黃丞芯
黃丞芯（1987年1月27日—），台灣女演員。2004年初試啼聲於杜德偉《脫掉專輯》合唱單曲─《刺》，隨後在KKBox、網絡媒體發行多首單曲，並予2007年榮獲校園金曲獎《最佳女演唱人獎》及2008 KKBOX《校園金曲點播排行榜人氣獎》，歌而優則演，參與各類宣導短片、廣告演出，至2012年轉戰戲劇，至今參與多部劊炙人口電視電影演出。

## 影視作品

### 電視劇
| 年份 | 頻道                     | 劇名                             | 飾演          |
| ---- | ------------------------ | -------------------------------- | ------------- |
| 2012 | 三立台灣台               | 《 戲說台灣 》拿槍的神明         | 小龍女 吳文鸞 |
| 2012 | 三立台灣台               | 《戲說台灣》無某無猴羅漢仙       | 三妹 猴精     |
| 2012 | 三立台灣台               | 《戲說台灣》三太子疼戇人         | 黃玉女        |
| 2012 | 三立台灣台               | 《戲說台灣》天官武財神           | 江文秀        |
| 2013 | 三立台灣台               | 《戲說台灣》青春不老翁           | 阿圓          |
| 2013 | 三立台灣台               | 《戲說台灣》紙人報恩             | 蔡秀文        |
| 2014 | 三立台灣台               | 《戲說台灣》乞丐開藝旦           | 圓仔          |
| 2014 | 大愛電視台               | 美好歲月                         | 林永潔        |
| 2014 | 大愛電視台               | 幸福魔法師                       | 少年的林清美  |
| 2014 | 大愛電視台               | 光合一加一                       | 少年的黃美麗  |
| 2014 | 大愛電視台               | 明日天晴                         | 成年的連素妍  |
| 2014 | 大愛電視台               | 月娘                             | 少年的孫紫    |
| 2015 | 三立台灣台               | 世間情                           | 陳仙蒂        |
| 2015 | 大愛電視台               | 歡喜相逢第二季 （20161017-1021） | 怡文          |
| 2015 | 大愛電視台               | 我家方程式                       | 孟茹          |
| 2017 | 三立都會台、東森綜合台   | 極品絕配                         | 黃月伶        |
| 2018 | 大愛電視台               | 長盤決勝                         | 陳潔瑩        |
| 2019 | 華視主頻、中天娛樂台     | 最佳利益                         | 姿君          |
| 2020 | TVBS歡樂台、愛奇藝台灣站 | 墜愛                             | 美琪          |
| 2020 | 大愛電視台               | 迎風而立                         | 素吟大妹      |
| 2021 | 大愛電視台               | 姊姊向前衝                       | 貿協小元      |
| 2022 | 大愛電視台               | 先生娘                           | 謝鳳玲        |
| 2022 | 三立台灣台               | 《 戲說台灣 》乞食鬥地主         | 謝如玉        |
| 2022 | 民視新聞台               | 《 看不見的V世界 》腸病毒71型    | 文惠          |
| 2022 | 三立台灣台               | 《 戲說台灣 》矮仔神吃雞腿       | 李鳳娘        |

### 電影
2019 為你存在的每一天

## 音樂作品

### 音樂
2004年 《刺》與杜德偉合唱
KKBOX ezpeer線上發行歌曲《偽裝》、《呼吸》、《愛情海》 《愛的蘋果》、《好聚好散》、 《托斯卡尼》、《不應該恨，愛過的人》

### MV
楊宗緯《歌未央》 
王建傑《藍寶石》 《崩潰記者》

### 音樂會
2018/11/24 初芯者音樂會 河岸留言紅樓展演館

## 廣告作品

### 廣告
日本味王膠原蛋白飲品形象廣告
日本味王「暢快人生」形象廣告
飛利浦燈泡

### 其他
2015微電影-崩潰記者
國際機場查驗通關宣導短片
教育部升學宣導短片

## 外部鏈接
- 黃丞芯Janice的Facebook專頁
- 黃丞芯Janice的Instagram帳戶